# Natura 2000-område nr. 110 Odense Fjord
 Natura 2000-område nr. 109 Havet mellem Romsø og Hindsholm samt Romsø  består af består af habitatområde H94 og fuglebeskyttelsesområde F75. Natura 2000-området ligger i Nordfyns-, Odense- og Kerteminde Kommuner, i vandplanopland 1.13 Odense Fjord . Hele området omfatter ca. 5.048 hektar, hvoraf ca. 82 % udgøres af hav og og 183 ha ejes af staten.

## Beskrivelse
Natura 2000-område Odense Fjord afgrænses mod nord af Enebærodde, som rummer Fyns eneste større hedeområde med forekomst af både våd og tør hede samt enekrat.
Den inderste del af fjorden, Seden Strand, er en lavvandet bugt med en middeldybde på mindre end 1 m. Heri udmunder Odense Å, som afvander 31 % af Fyn. Yderfjorden er også lavvandet, men dog med en middeldybde på 2,7 meter. En smal sejlrende vedligeholdes fra Odense Havn og ud gennem fjorden. Flere småøer er opstået ved oplæg af fyld fra oprensninger af sejlrenden. Der er to beboede øer og ca. 25 små holme i fjorden. Området stærkt præget af menneskelige aktiviteter på grund af nærheden til byen Odense. Omkring Odense Å’s udløb og især i den sydlige del af fjorden findes større strandengsarealer.
Området er yngleområde for klyde, splitterne, havterne og fjordterne. Disse arter fouragerer i de lavvandede fjordområder og lagunesøer, som samtidig er et af Fyns vigtigste raste- og fourageringsområder for vandfugle som sangsvane, knopsvane og blishøne.
Odense Fjord er desuden ynglested for havørn og et vigtigt fourageringsområde for hjejle.
I det inddæmmede område Fjordmarken, i nordvestenden af fjorden, findes artsrige rigkær med forekomst af skæv vindelsnegl.
De fleste småøer i området er omfattet af vildtreservat med helt eller delvist adgangsforbud i fuglenes yngletid
Den nedre del af den store naturfredning langs Odense Å ligger også i Natura 2000-området.

## Eksterne kilder og henvisninger
1. ↑  "Hovedvandopland 1.13 Odense Fjord" (PDF). Arkiveret fra originalen (PDF) 31. oktober 2017. Hentet 5. december 2017.
2. ↑  Om fredningen på fredninger.dk

- Kort over området på miljoegis.mim.dk
- Naturplanen Arkiveret 6. december 2017 hos  Wayback Machine
- Basisanalysen 2016-21 Arkiveret 6. december 2017 hos  Wayback Machine